# Dimitrios Bakochristos
Dimitrios Bakochristos –en griego, Δημήτρης Μπακοχρήστος–  (16 de abril de 1983) es un deportista griego que compite en levantamiento de potencia adaptado. Ganó dos medallas en los Juegos Paralímpicos de Verano, bronce en Río de Janeiro 2016 y bronce en Tokio 2020.

## Palmarés internacional
| Juegos Paralímpicos | Juegos Paralímpicos     | Juegos Paralímpicos | Juegos Paralímpicos |
| Año                 | Lugar                   | Medalla             | Categoría           |
| ------------------- | ----------------------- | ------------------- | ------------------- |
| 2016                | Río de Janeiro (Brasil) | Medalla de bronce   | –54 kg              |
| 2020                | Tokio (Japón)           | Medalla de bronce   | –54 kg              |